# Sämsjön
Sämsjön ist ein See in Västergötland mit einer Fläche von 8,31 Quadratkilometern. Die Länge von Süden nach Norden beträgt etwa 6,5 km und die Breite maximal 1,8 km. Die größte Tiefe beträgt 28 Meter. Der Abfluss ist der Fluss Månstadsån im Süden des Sees.
Der Sämsjön befindet sich überwiegend auf dem Gebiet der Gemeinde  Ulricehamn. Nur ein kleiner Teil im Süden liegt in der Gemeinde Tranemo. Das Ufer des Sees ist zu großen Teilen bewaldet. Am nordwestlichen Ufer liegt der Ort Vegby mit etwa 550 Einwohnern.